# Henri Roberdeau
Henri Charles Victor Amédée Roberdeau, né le 31 mars 1849 à Lambézellec dans le Finistère et mort le 24 janvier 1916 à Nantes, était un administrateur colonial français.

## Biographie
Gouverneur par intérim de Saint-Pierre-et-Miquelon de 1889 à 1891, il fut gouverneur du Sénégal en 1892, succédant à Henri Félix de Lamothe. Il est ensuite gouverneur par intérim de La Réunion en 1895 et 1896 en remplacement de Henri Éloi Danel, puis gouverneur par intérim de la Guyane en 1898 et gouverneur de Côte d'Ivoire de 1898 à 1902, succédant à Ribes. Il fut remplacé à Abidjan par François Joseph Clozel.
En mars 1899, Grand-Bassam est touché par une épidémie de fièvre jaune. Le 25 novembre 1900, Roberdeau transfère provisoirement la capitale administrative de la colonie de Côte d'Ivoire à Bingerville en évacuant les peuples d'origine les tchamans et en attendant la construction d'une ville administrative à Adjamé-Santey. L'évacuation des tchamans sera négocié avec les chefs Ébriés. L'aménagement de la capitale sera poursuivie par François Joseph Clozel.

## Décoration
- Chevalier de la Légion d'honneur (13 juillet 1889)